# Степлдон, Уолтер
Уолтер Степлдон (англ. Walter de Stapledon, 1 февраля 1261 — 15 октября 1326) — английский церковный деятель.

## Биография
Родился в Эннери (Северный Девон). 13 марта 1307 года Степлдон был назначен епископом Эксетера, посвящён 13 октября 1308 года . Исполнял различные дипломатические поручения королей Эдуарда I и Эдуарда II во Франции. Дважды занимал пост лорда-казначея: в 1320 и 1322 годах . Степлдон, связанный с фаворитами короля Эдуарда II Диспенсерами, был ненавидим народом. Во время лондонского бунта 1326 года, начавшегося при известии о вторжении в страну Изабеллы Французской, был убит восставшими.
Вместе со своим старшим братом, судьёй королевской скамьи, сэром Ричардом, Уолтер Степлдон в 1314 году основал Экзетер-Колледж в Оксфордском университете. Под руководством Степлдона велись работы по перестройке в готическом стиле собора в Эксетере. Могила епископа находится на северной стороне главного престола в соборе.